# Brühlervorstadt
Die Brühlervorstadt ist eine der historischen Vorstädte Erfurts und zugleich einer der Stadtteile der thüringischen Landeshauptstadt.
Sie umfasst im Osten einen kleinen Teil der Altstadt sowie im Westen die vor dem ehemaligen Brühlertor gelegenen Gebiete. Anders als die meisten Stadtteile Erfurts ist die Brühlervorstadt, besonders im westlichen Teil, von aufgelockerter Bebauung geprägt, vor allem von Einfamilien-, Reihen- und Doppelhäusern sowie von kleineren Mietshäusern. Daneben treten großbürgerliche Villenviertel an der Gera um die Alfred-Hess-Straße, außerdem im Königsviertel und den altstädtischen Teilen auch Straßen mit den typischen großen Mietshäusern. Heute ist die Brühlervorstadt nach Immobilienpreisen der teuerste Stadtteil Erfurts und auch in der öffentlichen Wahrnehmung gilt besonders der südliche Teil als bürgerlich-vornehmes Viertel.
Neben der Altstadt und der Löbervorstadt nimmt die Brühlervorstadt auch zahlreiche Funktionen für die ganze Stadt und Region wahr. So befinden sich hier wichtige Institutionen wie das Theater, die Landesbank, der Egapark, das Deutsche Gartenbaumuseum auf der Zitadelle Cyriaksburg und der Hauptfriedhof. Entgegen der öffentlichen Wahrnehmung liegen die Messe Erfurt, der Kinderkanal und das Landesfunkhaus des MDR nicht in der Brühlervorstadt, sondern bereits auf den zu Hochheim gehörenden Flächen an der Gothaer Straße.
Der Name der Brühlervorstadt leitet sich vom Brühl, einem Gebiet, das zur Altstadt gehörte, ab. Auch in vielen anderen Städten wie im nahen Gotha, in Weimar oder in Leipzig gibt es ein Brühl, wobei es sich wie auch in Erfurt um eine feuchte Fläche in der Flussaue handelte.

## Geografie
Die Brühlervorstadt ist der westliche Teil der ursprünglich zu Erfurt gehörenden Flur. Anders als die übrigen Erfurter Vorstädte umfasst sie jedoch auch einen Teil der historischen Altstadt innerhalb der Stadtbefestigung, nämlich die Gebiete des Brühls und um den Dalbergsweg. Diese waren zwar seit dem 15. Jahrhundert von der äußeren Stadtmauer mit eingeschlossen, wurden jedoch nicht dicht bebaut. Bis zum 19. Jahrhundert blieben sie durch Mühlen und Obstgärten geprägt. Erst im 19. Jahrhundert wurden diese Flächen dann dicht bebaut. Es entstanden größere Mietshäuser im klassizistischen Stil, die dem Gebiet eher ein vorstädtisches, denn ein altstädtisches Bild gaben. Außerdem lag an der Brühler Straße schon im Mittelalter eine erste Vorstadt Erfurts, die eine selbstständige Gemeinde bildete und aufgrund ihrer Nähe zum Domberg eine erzbischöfliche Siedlung war, die später in die Stadt integriert wurde. Aus diesen historischen Besonderheiten ergab sich die Zuordnung zur Brühlervorstadt.
Angrenzende Stadtteile sind die Andreasvorstadt im Nordosten, die Altstadt im Osten und die Löbervorstadt im Südosten. Außerdem grenzen einige heute zu Erfurt gehörende Dörfer an die Brühlervorstadt an: Hochheim im Süden, Schmira im Südwesten, Bindersleben im Westen, Salomonsborn im Nordwesten und Marbach im Norden.
Das Gelände der Brühlervorstadt ist hügelig. Im Südosten liegt das Tal der Gera und im Nordwesten die Alacher Höhe. Dazwischen befinden sich mehrere kleine Täler und Hügelzüge. Direkt an das Tal der Gera angrenzend liegt der Cyriaksberg mit der gleichnamigen Festung und der Gothaer Straße, gefolgt vom Tal, in dem der Brühler Hohlweg verläuft. Nördlich schließt sich hieran der Brühler Herrenberg an, über den die Binderslebener Landstraße verläuft. Dieser fällt nach Norden zum Langen Graben ab, der das Wasser aus der Peterborn-Quelle zur Zitadelle Petersberg leitete. Auch im nördlichen, unbebauten Teil der Brühlervorstadt befinden sich kleine Täler wie das Raintal und das Hungerbachtal.
Das Tal der Gera liegt in etwa 200 Metern Höhe, auch die Hannoversche Straße im äußersten Nordosten der Brühlervorstadt liegt in dieser Höhe. Die Festung Cyriaksburg liegt demgegenüber bereits in etwa 250 Metern Höhe und das Ende der Gothaer Straße in der Brühlervorstadt in etwa 260 Metern Höhe. Das nördlich davon gelegene Tal am Brühler Hohlweg befindet sich in 230 Metern Höhe und östlich des Flughafens auf den Ausläufern der Alacher Höhe liegt der höchste Punkt der Brühlervorstadt in etwa 300 Metern Höhe.
Die Fläche der Brühlervorstadt außerhalb der Stadtbefestigung wurde bis 1873 landwirtschaftlich genutzt, insbesondere durch die zahlreichen Erfurter Gärtnereien. Auch eine militärische Nutzung war damals durch die Zitadelle Cyriaksburg gegeben. Nach 1873 durften auch Flächen außerhalb der Stadtmauern bebaut werden, was sich zunächst im Süden der Brühlervorstadt und im Königsviertel abspielte. Nach dem Ersten Weltkrieg begann der Bau von Eigenheimen im westlichen Teil der Brühlervorstadt, der bis in die jüngste Zeit anhält. Galt früher vor allem die durch günstige Windrichtungen saubere Luft am Westrand der Stadt als vorteilhaft, ist es heute vor allem die landschaftlich reizvolle Lage im hügeligen Gelände.

## Viertel

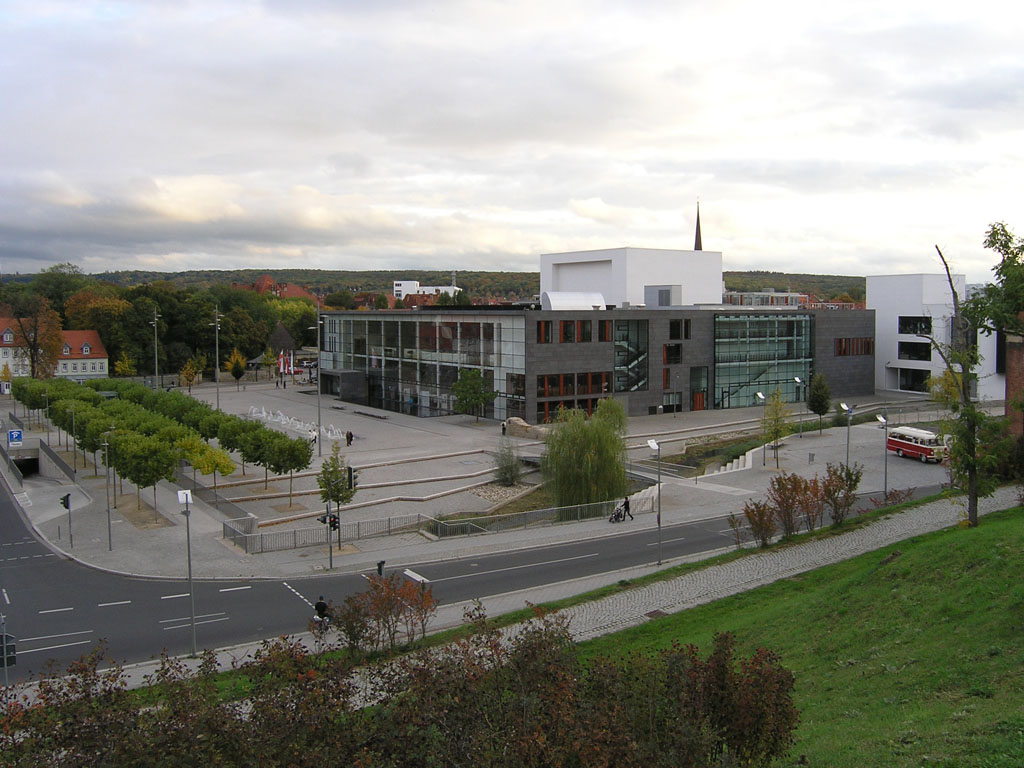
Theater Erfurt

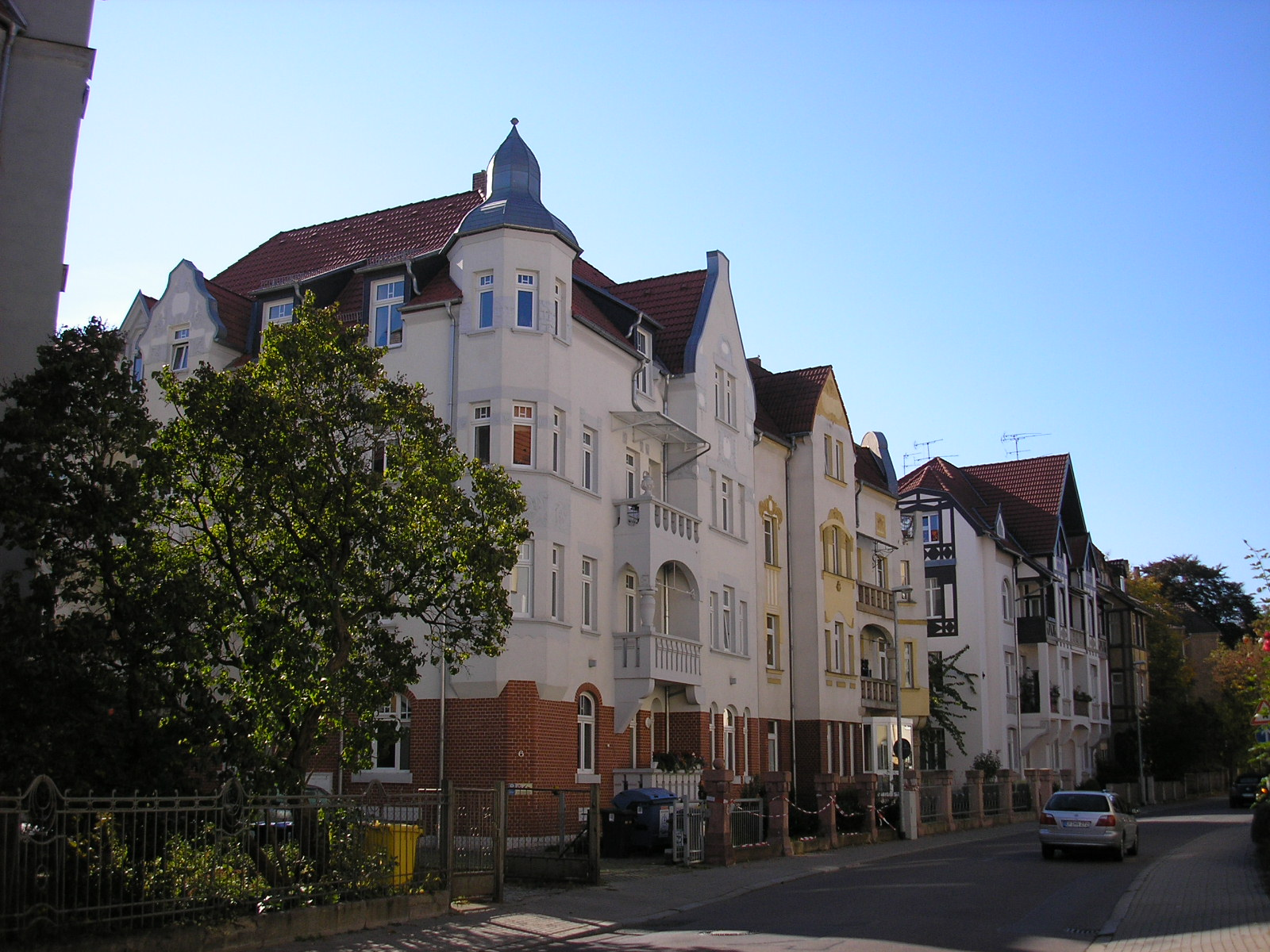
An der Gustav-Adolf-Straße zwischen Cyriaksburg und Dalbergsweg

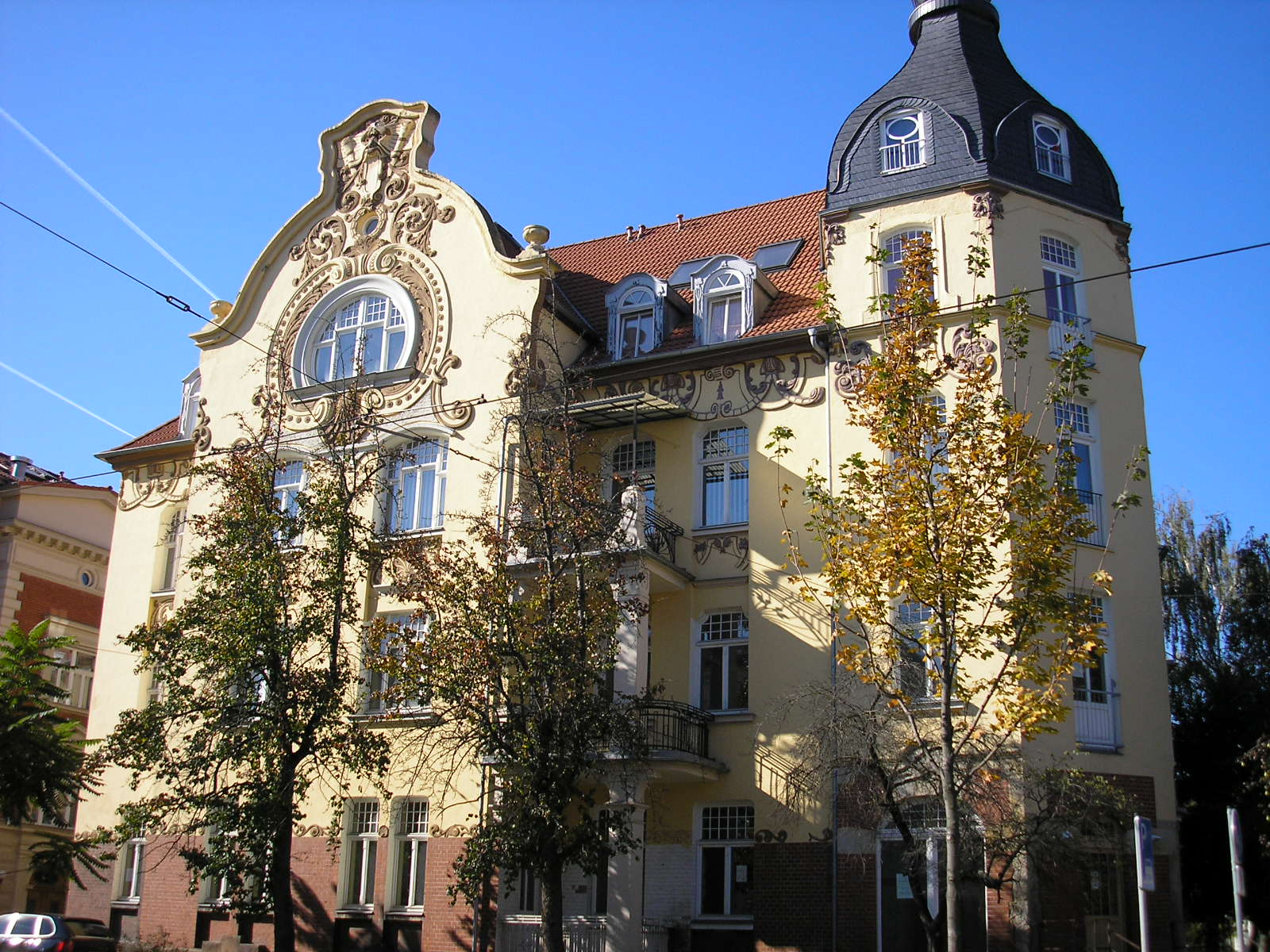
Mehrfamilienwohnhaus an der Steigerstraße

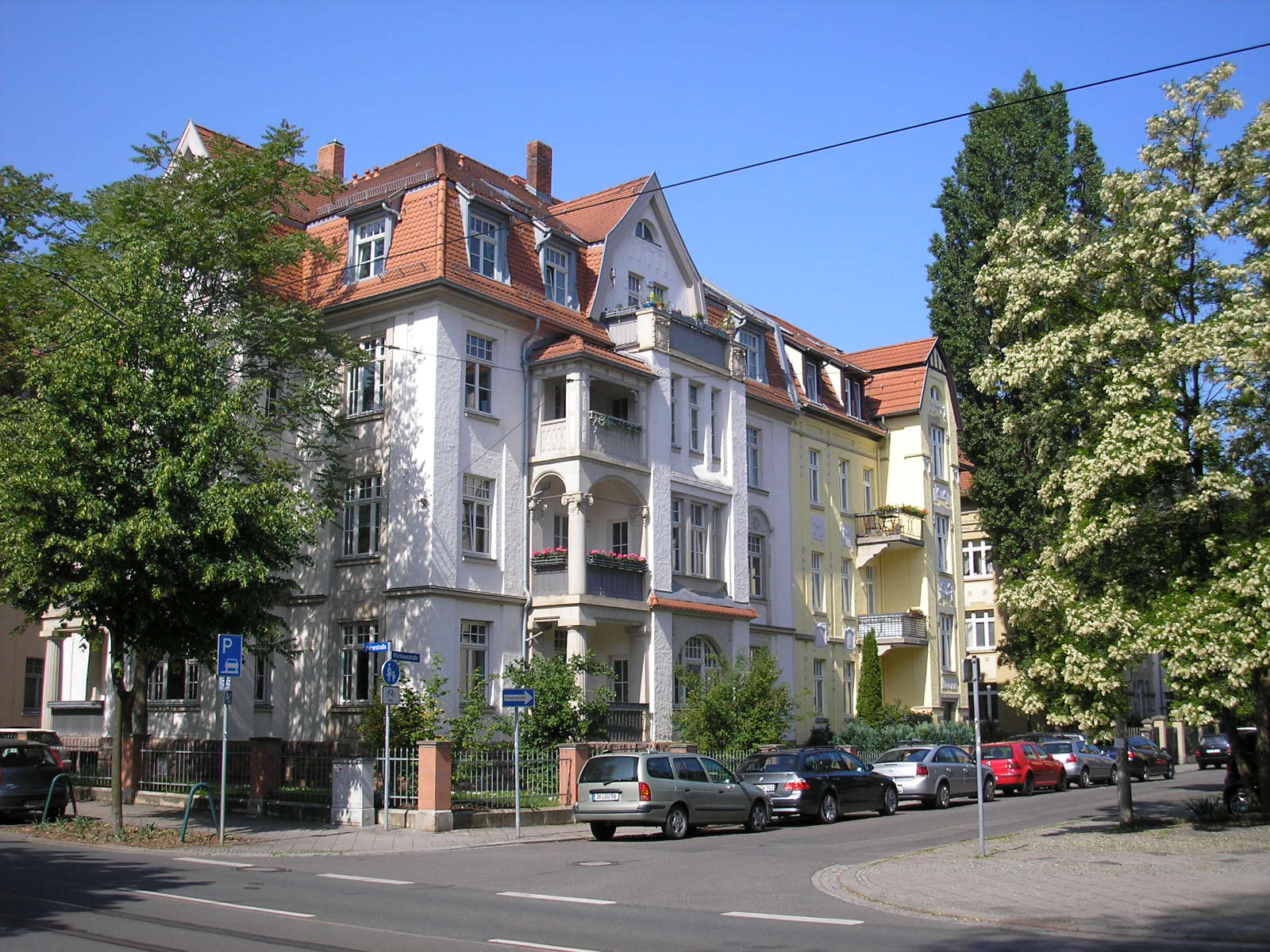
Ecke Steigerstraße / Milchinselstraße

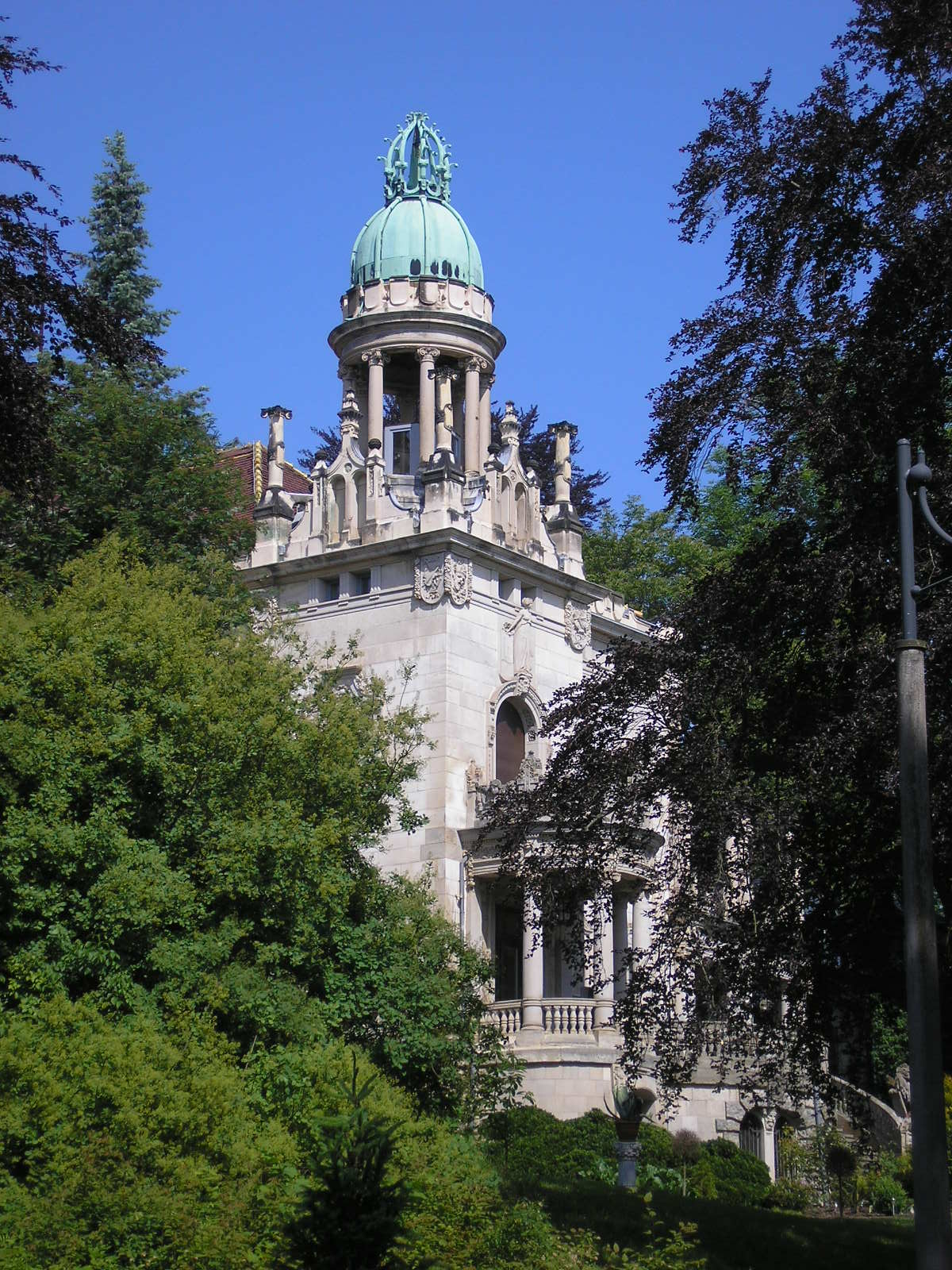
Villa Cyriakstraße 39

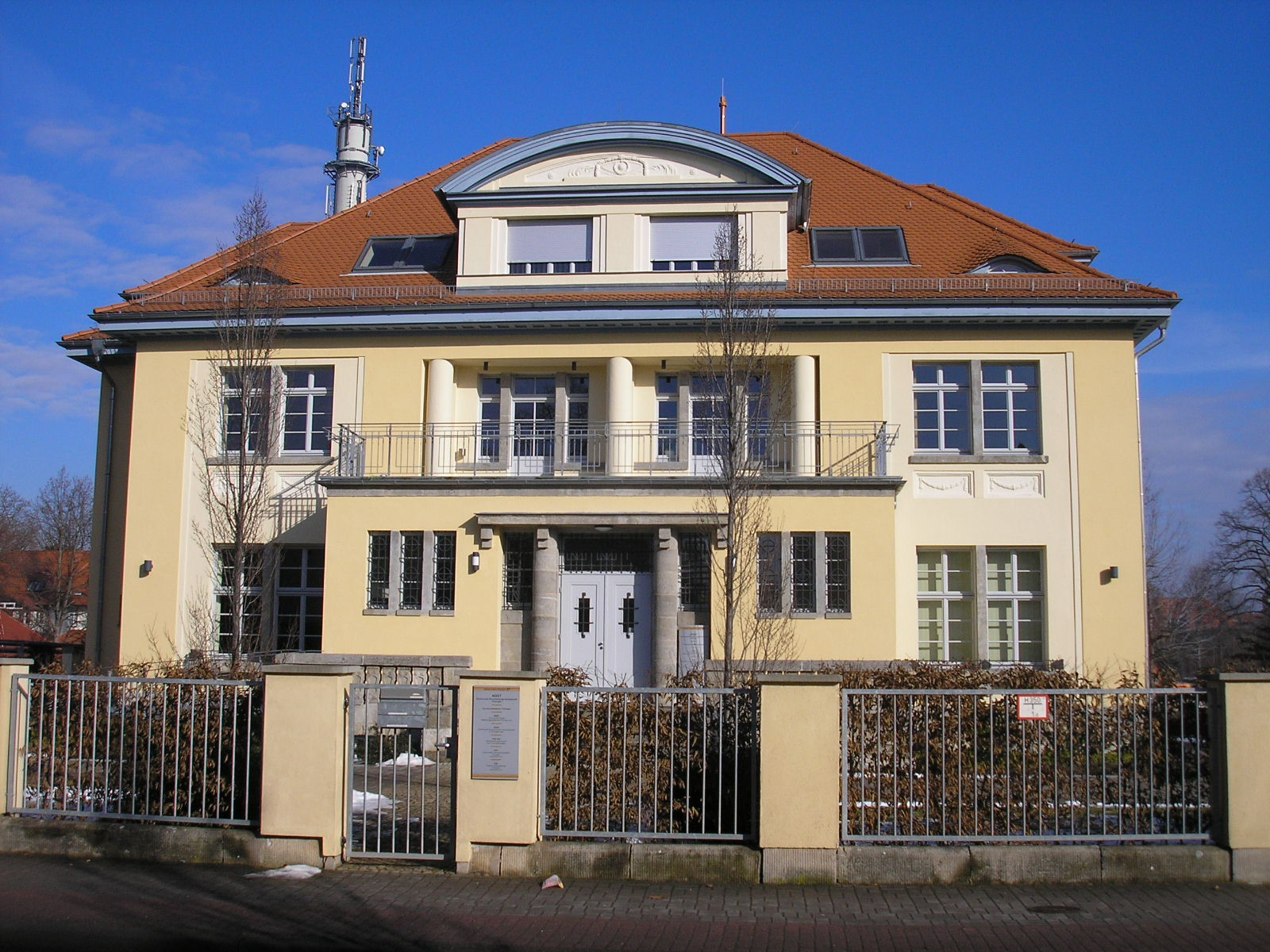
Villa an der Alfred-Hess-Straße

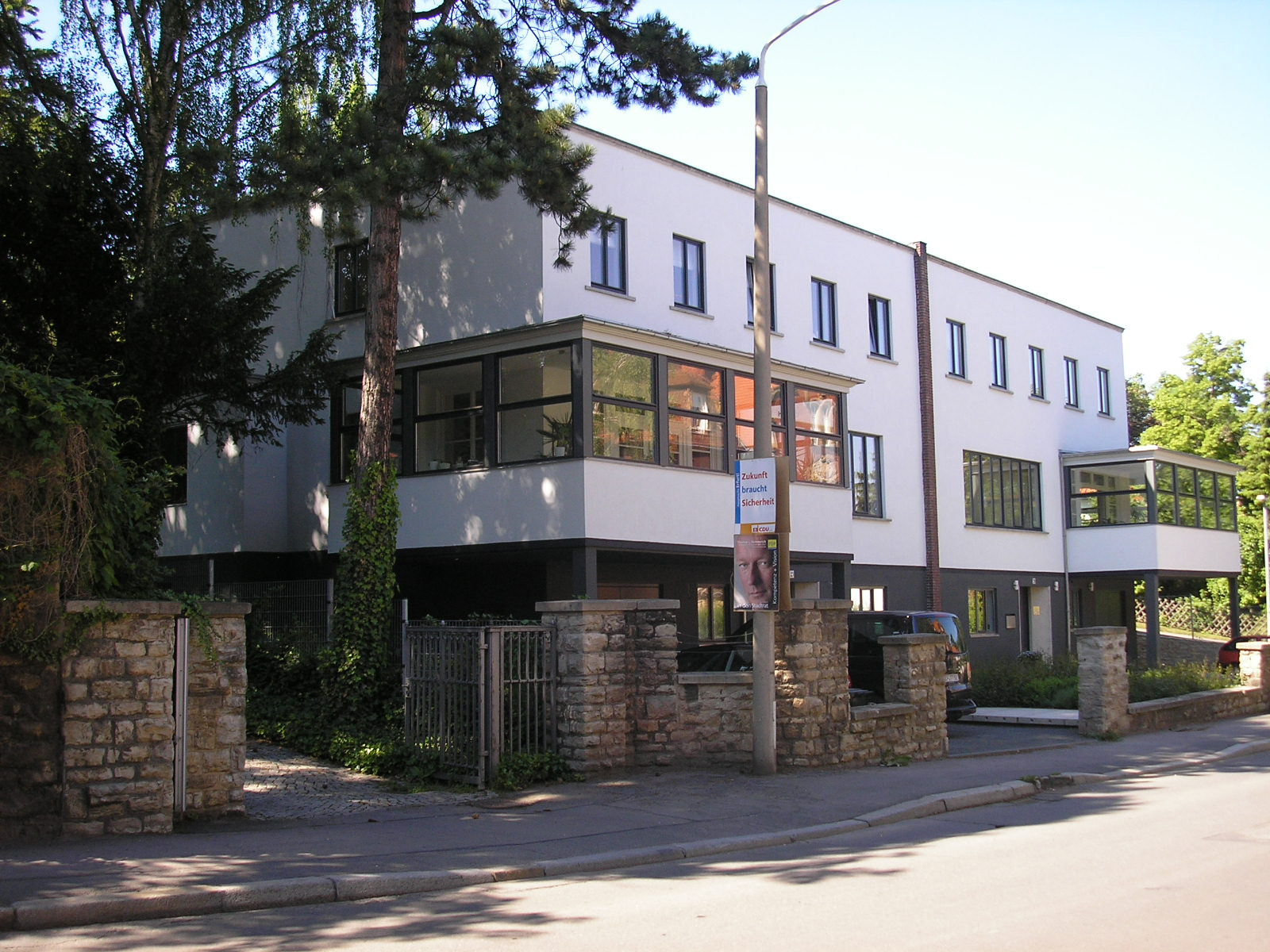
Gebäude im Stil des Neuen Bauens der 1920er Jahre an der Cyriakstraße

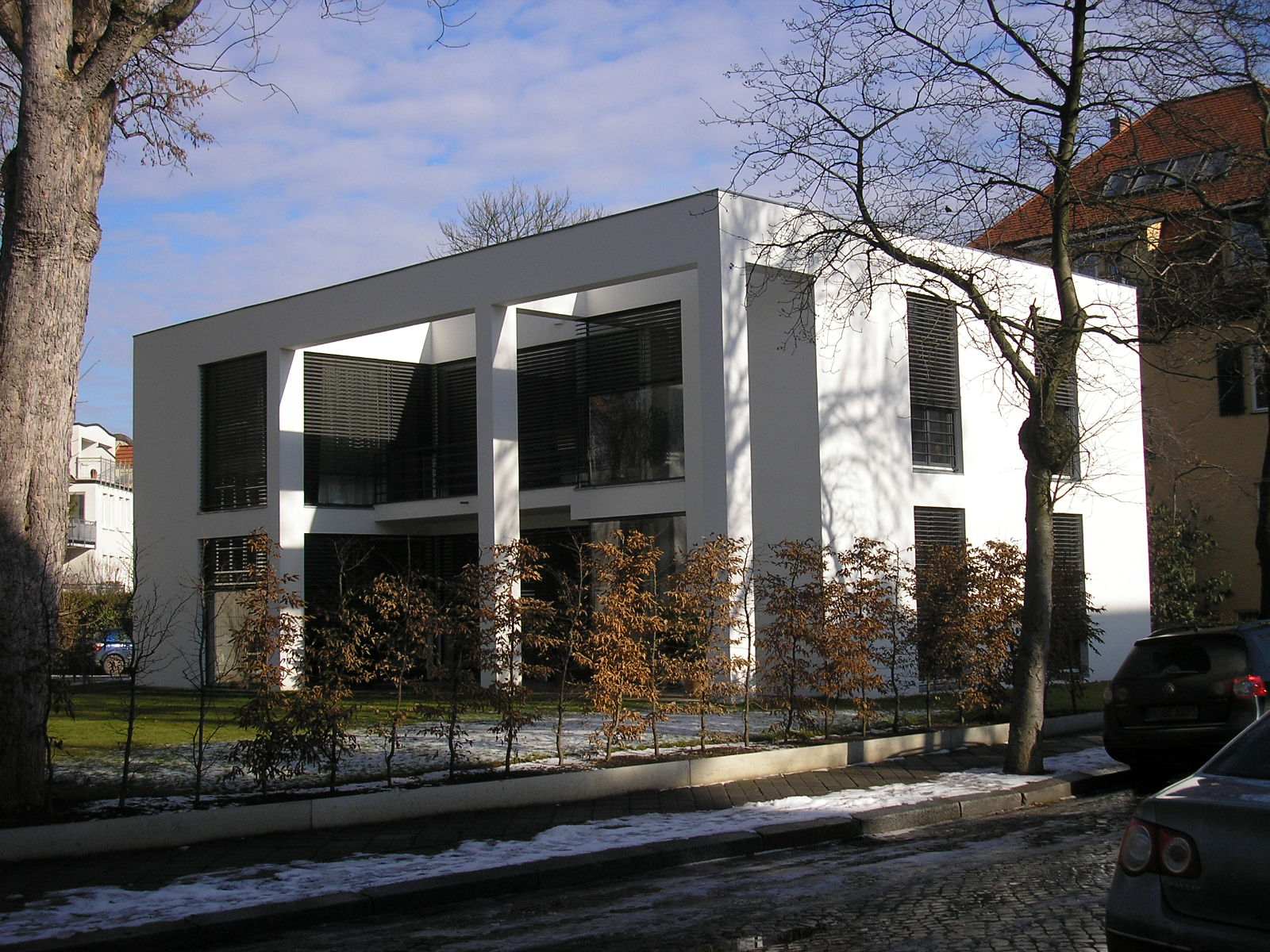
Neues Einfamilienhaus an der Reichartstraße

| Viertel (nicht offiziell)                                                                                    | Blockgruppen (offiziell) | Fläche (km²) | Einwohner (2000) | Einwohner (2007) | Einwohner (2015) | Bevölkerungsdichte |
| --- | ------------------------ | ------------ | ---------------- | ---------------- | ---------------- | ------------------ |
| Gärten (Gartenanlagen zwischen Blumenstraße und Binderslebener Landstraße)                                   | 311 + 312                | 1,48         | 160              | 161              | 152              | 103                |
| Peterbornsiedlung, Nibelungenweg, Hauptfriedhof                                                              | 313                      | 2,13         | 978              | 973              | 973              | 457                |
| Gartenstadt Langer Graben (Binderslebener Landstraße – Heinrichstraße – Blumenstraße – Kleinbahn)            | 314                      | 0,33         | 1.186            | 1.177            | 1.151            | 3.488              |
| Cyriaksiedlung                                                                                               | 315                      | 0,87         | 588              | 662              | 585              | 672                |
| Brühler Herrenberg (Binderslebener Landstraße – Heinrichstraße – Gothaer Straße – Kleinbahn)                 | 316                      | 0,39         | 1.294            | 1.277            | 1.258            | 3.226              |
| Königsviertel (Heinrichstraße – Rudolfstraße – Binderslebener Landstraße)                                    | 321                      | 0,10         | 1.159            | 1.251            | 1.278            | 12.780             |
| Brühl (Rudolfstraße – Lauentor – Holzheienstraße – Lutherstraße – Walkmühlstraße – Bonifaciusstraße)         | 322                      | 0,46         | 1.783            | 2.235            | 3.361            | 7.307              |
| Cyriaksburg (Gothaer Straße – Bonifaciusstraße – Thomas-Müntzer-Straße – Gera – Cyriaksburg)                 | 323                      | 0,65         | 1.257            | 1.377            | 1.545            | 2.377              |
| Dalbergsweg (Lutherstraße – Puschkinstraße – Bahn – Pförtchen – Thomas-Müntzer-Straße – Wilhelm-Külz-Straße) | 324                      | 0,22         | 1.328            | 1.670            | 1.891            | 8.595              |
| Steigerstraße (zwischen Gera und Bahntrasse)                                                                 | 325                      | 0,36         | 1.146            | 1.215            | 1.539            | 4.275              |

### Gärten in der Brühlerflur
Der nördliche Teil der Brühlervorstadt wird durch weitläufige Gartenanlagen eingenommen. In der Vergangenheit waren hier vor allem die großen Erfurter Gärtnereien ansässig, die im Wirtschaftsleben der Stadt eine bedeutende Rolle spielten und darüber hinaus den Ruf Erfurts als Blumenstadt prägten. Besonders die Saatgutproduktion war von großer Bedeutung. Im 20. Jahrhundert nahm die wirtschaftliche Bedeutung der Gärtnereien im Vergleich zu anderen Branchen in der Stadt ab. Im Gegenzug entstanden aber zahlreiche Kleingärten, die der Erholung der Stadtbevölkerung dienten und sie mit frischem Obst und Gemüse versorgte. Auch hierfür war die Brühlerflur mit ihrer durch Westwinde sauberen Luft am geeignetsten. An diese Traditionen erinnert die in dieses Gebiet führende Hauptstraße, die den Namen Blumenstraße trägt.

### Peterbornsiedlung
Die Peterbornsiedlung ist die westlichste Siedlung in der Brühlervorstadt und erstreckt sich vom Flughafen Erfurt bis zum 1916 eröffneten Hauptfriedhof. Sie entstand in der Zeit der Weimarer Republik unter dem Einfluss der Ideen der Gartenstadt-Bewegung ohne jedoch eine echte Gartenstadt zu sein. In der Peterbornsiedlung befinden sich kleine Siedlerhäuser mit großen Grundstücken, die es der Bevölkerung ermöglichen sollten, ihren Bedarf an Nahrungsmitteln durch Gemüseanbau und Kleintierzucht teilweise selbst zu decken. Da die Häuser für Arbeiter dennoch zu teuer waren, siedelten sich zunächst vor allem Angestellte hier an. Auch etwas weiter östlich am Nibelungenweg entstanden Einfamilienhäuser, allerdings auf kleineren Grundstücken.
Ihr Name leitet sich von einer Quelle, dem Peterborn ab. Sie versorgte zunächst das Peterskloster und später die Zitadelle Petersberg mit Wasser.
Östlich des Hauptfriedhofs ist auf einer bisher unbebauten Ackerfläche, der Marienhöhe, eine klimagerechte Pilotsiedlung geplant. Ein städtebaulicher Wettbewerb hierzu wurde 2012 durchgeführt.

### Gartenstadt Langer Graben
Auch die Gartenstadt am Langen Graben zwischen der Stadt im Osten und der Peterbornsiedlung im Westen entstand zur Zeit der Weimarer Republik unter dem Einfluss der Gartenstadt-Bewegung. Auch hierbei handelt es sich nicht um eine echte Gartenstadt, sondern eher um eine vorstädtische Siedlung. Anders als in der Peterbornsiedlung stehen die Häuser hier nicht einzeln, sondern in langen Blöcken als Reihenhäuser. Auch hier waren die Grundstücke kleiner als am Peterborn und ermöglichten kaum eine selbstständige, bedarfsdeckende Versorgung. Allerdings linderte auch ihre Anlage die nach dem Ersten Weltkrieg vorhandene Wohnungsnot in Erfurt.
Der Lange Graben war ein Graben, der das Wasser aus dem Peterborn zum Petersberg leitete.

### Cyriaksiedlung
Die Cyriaksiedlung entstand an der Gothaer Straße ab 1935. Auch hier wurden kleine Siedlerhäuser gebaut, die auf großen Grundstücken zur Eigenversorgung der Bewohner lagen. Die Cyriaksiedlung ist nach dem Cyriaksberg, auf dessen Nordhang sie liegt, benannt.

### Brühler Herrenberg
Das Viertel am Brühler Herrenberg ist kein geschlossen geplantes Siedlungsprojekt, sondern eine normale Stadterweiterung. Die Bebauung begann bereits vor dem Ersten Weltkrieg am Gothaer Platz und setzte sich danach etappenweise nach Westen fort. An der Meinecke- und der Heinrichstraße entstanden um 1910 kleine zweigeschossige Häuser, in denen vor allem Angestellte lebten. Zuerst wurde hier noch in Blockrandbebauung gebaut, dann in einzeln stehenden Blöcken und am Schluss schließlich in einzeln stehenden Gebäuden. 1975 folgten Einfamilienhäuser im Stil von Flachbungalows am Iga-Blick und in den 1990er-Jahren einige Terrassenhäuser am Overmannweg, die sich den Hang hinauf ziehen und die Bebauung des Brühler Herrenbergs abschlossen.
Seit 2014 entsteht auf der ehemaligen Brache am Bunten Mantel zwischen Ottostraße und Binderslebener Knie ein neues Wohngebiet in kleinteiliger Bebauung mit etwa 100 Wohneinheiten.

### Königsviertel
Das Königsviertel ist ein kleines Viertel am Nordostrand der Brühlervorstadt. Es steht im starken Kontrast zum übrigen Stadtteil, da hier keine aufgelockerte Bebauung mit bürgerlichen Bewohnern entstand, sondern ein Arbeiterviertel mit den typischen viergeschossigen Mietshäusern der wilhelminischen Zeit. Grund für die Anlage des Viertels zwischen Rudolf- und Heinrichstraße war die benachbarte Königlich Preußische Gewehrfabrik im Brühl, deren Arbeiter hier einen fabriknahen Wohnort fanden. Seinen Namen erhielt das Viertel, da hier alle Straßen nach deutschen Königen des Mittelalters benannt wurden. Heute ist der Unterschied in der Bevölkerungsstruktur im Vergleich zu benachbarten Vierteln nicht mehr so ausgeprägt, allerdings beispielsweise in Wahlergebnissen noch wahrnehmbar.

### Brühl
Das Brühl liegt innerhalb der ehemaligen Stadtbefestigung im Osten der Brühlervorstadt an der Gera. Im 19. Jahrhundert entwickelte sich die mittelalterliche Erfurter Vorstadt zum ersten Industriegebiet, da sich hier die große preußische Gewehrfabrik befand. Die industrielle Prägung blieb noch bis 1990 inmitten der Stadt erhalten. Erst dann wurden die Betriebe geschlossen. Seitdem erlebte das Viertel den stärksten Wandel aller Erfurter Viertel. Einige Industriebauten wie etwa das alte Heizhaus oder die Büromaschinenfabrik Optima wurden erhalten, andere abgerissen. Auf der Fläche entstanden ein Fünf-Sterne-Hotel, das neue Theater Erfurt und zahlreiche gehobene Wohnneubauten in zeitgenössischen Architekturformen. Der gelungene Strukturwandel machte das Brühl zu einer der begehrtesten Wohngegenden im Zentrum Erfurts.

### Cyriaksburg
Das Viertel liegt am Fuße der Zitadelle Cyriaksburg, in der sich heute das Deutsche Gartenbaumuseum befindet. Dahinter liegt der egapark, das bedeutendste Naherholungsgebiet in Erfurt. Auch in den anderen Richtungen ist das Viertel von Grünanlagen umgeben. An der Christuskirche liegen die Parkanlagen Tettaustraße und Benaryplatz und an der Gera der Dreienbrunnenpark. Dazwischen liegt um die Cyriakstraße das bedeutendste Villenviertel der wilhelminischen Zeit in Erfurt, in dem das industrielle Großbürgertum ansässig war. Bis heute ist es eines der teuersten Viertel geblieben, sodass hier vor allem Freiberufler mit ihren Büros und Kanzleien anzutreffen sind.
Die Villa Festge des Hoffotografen Karl Festge in der Cyriakstraße 39 ist ein schlossähnlicher Bau in üppigsten Formen des Historismus auf einem Hügel und wurde zwischen 1897 und 1899 durch Eduard Kayser in einem Park errichtet. Sie gehörte bis nach dem Zweiten Weltkrieg der Industriellenfamilie Stübgen, bevor sie von den Sowjets in Beschlag genommen wurde. Mit dem Sibyllentürmchen befindet sich am Fuß der Cyriaksburg zudem eines der ältesten Bauwerke in der Brühlervorstadt.

### Dalbergsweg
Wie das Brühl lag auch das Viertel am Dalbergsweg früher innerhalb der Stadtbefestigung. Nach einer Nutzung für Mühlen und Gärten über die Jahrhunderte wurde es im 19. Jahrhundert dicht bebaut. Bis 1873 durfte nicht außerhalb der Stadtmauer gebaut werden, sodass die Bebauung innerhalb verdichtet wurde. So entstand in spätklassizistischen Formen hier ein erstes neuzeitliches Stadterweiterungsgebiet. Im 19. Jahrhundert wurde es zudem auch das erste Vergnügungsviertel in Erfurt. Neben dem Opernhaus entstanden mit dem Stadtgarten und dem Presseklub zwei weitere Lokalitäten für Abendveranstaltungen.

### Steigerstraße
Das Viertel an der Steigerstraße liegt als einziges auf der östlichen Seite der Gera. Es entstand wie jenes an der Cyriaksburg in der wilhelminischen Zeit, ist aber wesentlich dichter bebaut. Auch hier finden sich einige sehenswerte Villenbauten vom Historismus über den Jugendstil bis zum Neuen Bauen der 1920er-Jahre, besonders direkt am Fluss an der Richard-Breslau-Straße. An der Steigerstraße und ihren Nebenstraßen dominieren hingegen einzeln stehende, große Mietshäuser aus der gleichen Zeit, die teilweise ebenfalls über reiches Fassadendekor verfügen.

## Einwohnerentwicklung
Die Einwohnerzahl der Brühlervorstadt lag 1990 bei etwa 12.000. Bis zum Jahr 1996 folgte ein Rückgang der Zahl auf 9.900. Hauptgrund war die schlechte Wohnsituation in den unsanierten Altbauten der Brühlervorstadt, die oftmals nicht über Badezimmer und Zentralheizungsanlagen verfügten. Ziele der Fortziehenden waren vor allem andere Stadtteile Erfurts, besonders die wachsenden dörflichen Vororte (starke Suburbanisierungswelle während der 1990er-Jahre), einige kehrten der Stadt auf Grund der schlechten wirtschaftlichen Situation aber auch ganz den Rücken. Die Sanierungsmaßnahmen an der Bausubstanz begannen bereits kurze Zeit nach der Wiedervereinigung und sind nahezu abgeschlossen. Es gibt kaum noch unsanierte oder leer stehende Häuser. Zudem begann nach der Wiedervereinigung eine erneute Bautätigkeit, besonders im umstrukturierten Brühl, aber auch auf bisher unbebauten Grundstücken, verstreut im ganzen Stadtteil. Dadurch wurde viel neuer Wohnraum geschaffen, sodass die Einwohnerzahl stieg und mittlerweile sogar über dem Stand von 1990 liegt, obwohl gleichzeitig die Wohnfläche pro Kopf deutlich zunahm.
Eine Gebäudezählung im Jahr 2006 ergab, dass es in der Brühlervorstadt 1968 Gebäude gibt, in denen sich 5857 Wohnungen befanden, von denen wiederum 582 oder 10 % leer standen. Bis zum Jahr 2009 erhöhte sich die Anzahl der Wohnungen leicht auf 5864, auch die Gebäudezahl stieg auf 1988, während der Leerstand auf 465 Wohnungen (7,9 %) zurückging.
Die Bevölkerungsstruktur ist im Vergleich zum Erfurter Durchschnitt deutlich durch einen hohen Anteil von Familien geprägt, so leben besonders viele Personen zwischen 30 und 50 sowie viele Kinder unter 18 Jahren in der Brühlervorstadt. Demgegenüber ist der Anteil von Senioren leicht und von jungen Erwachsenen stark unterdurchschnittlich. Die Geburtenrate (etwa 130 Geburten pro Jahr) liegt dadurch bedingt über der Sterberate (etwa 100 Sterbefälle pro Jahr), der Wanderungssaldo (etwa 550 Zuzüge und 450 Fortzüge pro Jahr) ist ebenfalls positiv, weshalb die Brühlervorstadt weiter wächst (soweit es der zur Verfügung stehende Wohnraum zulässt). In der Brühlervorstadt leben etwa 200 Ausländer, was einen Anteil von rund 1,5 % ausmacht.
Daten der Stadtverwaltung Erfurt, jeweils zum 31. Dezember.
| Jahr | Einwohnerzahl | Entwicklung (1990 = 100 %) | Entwicklung Erfurt (1990 = 100 %) |
| ---- | ------------- | -------------------------- | --------------------------------- |
| 1990 | 11.957        | 100,0                      | 100,0                             |
| 1995 | 9.958         | 83,3                       | 93,4                              |
| 1996 | 9.913         | 82,9                       | 91,9                              |
| 1997 | 10.036        | 83,9                       | 90,6                              |
| 1998 | 10.424        | 87,2                       | 89,3                              |
| 1999 | 10.614        | 88,8                       | 88,0                              |
| 2000 | 10.879        | 91,0                       | 87,6                              |
| 2001 | 10.947        | 91,6                       | 87,4                              |
| 2002 | 11.133        | 93,1                       | 87,2                              |
| 2003 | 11.249        | 94,1                       | 88,0                              |
| 2004 | 11.464        | 95,9                       | 88,4                              |
| 2005 | 11.612        | 97,1                       | 88,5                              |
| 2006 | 11.874        | 99,3                       | 88,4                              |
| 2007 | 11.998        | 100,3                      | 88,5                              |
| 2008 | 12.089        | 101,1                      | 88,5                              |
| 2009 | 12.217        | 102,2                      | 88,8                              |
| 2010 | 12.442        | 104,1                      | 89,2                              |
| 2011 | 12.678        | 106,0                      | 89,8                              |
| 2012 | 12.870        | 107,6                      | 90,4                              |
| 2013 | 13.077        | 109,4                      | 91,1                              |
| 2014 | 13.371        | 111,8                      | 91,7                              |
| 2015 | 13.733        | 114,9                      | 93,3                              |
| 2016 | 13.664        | 114,3                      | 93,9                              |

## Wirtschaft und Verkehr

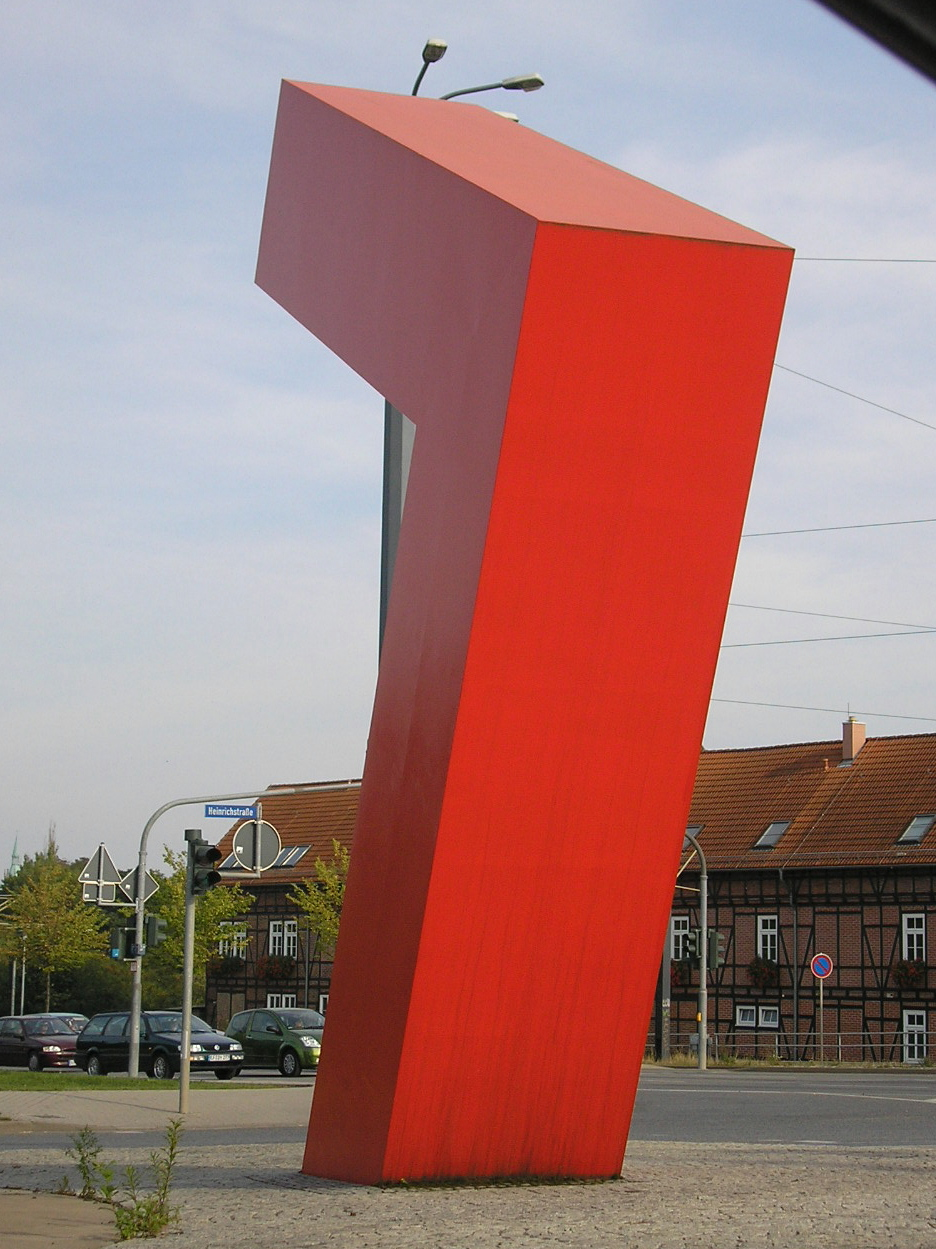
Skulptur am Verkehrsknotenpunkt Binderslebener Knie 2006

Früher war die Wirtschaft der Brühlervorstadt vor allem durch die Gärtnereien und die Industriebetriebe im Brühl geprägt. Beide spielen heute jedoch keine Rolle mehr und wurden vom Dienstleistungssektor abgelöst. Hier konzentrieren sich die Arbeitsplätze wiederum in gehobenen, selbstständigen Dienstleistungen wie Ärzten, Rechtsanwälten, Steuerberatern und Architekten. Dennoch ist die Brühlervorstadt heute eher ein Wohngebiet, aus dem viele Menschen in andere Stadtteile zur Arbeit pendeln. Beispielsweise befinden sich am nahen Flughafen Erfurt und den dort ansässigen Unternehmen zahlreiche Arbeitsplätze, ebenso wie in der unmittelbar angrenzenden Altstadt.
Die drei Hauptstraßen in der Brühlervorstadt sind zum einen der Stadtring, der den Stadtteil von Norden nach Süden durchquert und zum anderen die am Gothaer Platz abzweigende Gothaer Straße (Bundesstraße 7) sowie die am Binderslebener Knie abzweigende Binderslebener Landstraße. Beide führen zur Bundesautobahn 71 im Westen der Stadt. An den ÖPNV ist die Brühlervorstadt durch mehrere Linien der Straßenbahn Erfurt angeschlossen. Die Linie 2 führt auf der Gothaer Straße entlang von der Messe Erfurt bis zur Innenstadt, während die Linie 4 auf der Binderslebener Landstraße vom Flughafen ins Stadtzentrum führt. Sie verkehrt wie die Linie 2 über den Gothaer Platz, dann aber durch das Brühl zum Domplatz, während die Linie 2 den Anger über den Hirschgarten erreicht. Die Linie 6 bindet das Viertel an der Steigerstraße über den Hauptbahnhof an. Weiterhin sorgen Stadtbuslinien für eine Verbindung nach Hochheim im Südwesten.
An das Eisenbahnnetz war der Stadtteil über den Bahnhof Erfurt West der Kleinbahn Erfurt–Nottleben an der Binderslebener Landstraße angebunden.

## Politik und Wahlen
Da die Brühlervorstadt zwar einen Stadtteil, nicht aber einen Ortsteil nach § 45 der Thüringer Kommunalordnung bildet, gibt es für sie keine politischen Gremien wie Ortsteilrat oder Ortsteilbürgermeister.
Die Brühlervorstadt ist Teil des Landtagswahlkreises Erfurt II, für den Susanne Hennig-Wellsow (Die Linke) im sechsten Thüringer Landtag sitzt. Sie erhielt hier 31,0 % der Stimmen, wobei sich die Stimmen relativ gleichmäßig auf zwei Kandidaten verteilten. Michael Panse von der CDU erhielt 30,1 %, Frank Warnecke von der SPD 17,9 % und Astrid Rothe-Beinlich von den Grünen 11,8 %. Die Brühlervorstadt gilt gemeinhin als ein bürgerlicher Stadtteil, wobei die neuen großstädtischen bürgerlichen Milieus, insbesondere in Ostdeutschland, nicht mehr fest an CDU und FDP gebunden sind, sodass sich die Stimmen mit relativen Häufungen auf alle etablierten Parteien verteilen. Die Wahlbeteiligung in der Brühlervorstadt ist mit 54,8 % bei der Landtagswahl in Thüringen 2014 vergleichsweise hoch.
| Partei          | Stadtrat 2009 | Landtag 2009 | Bundestag 2013 | Europa 2009 |
| --------------- | ------------- | ------------ | -------------- | ----------- |
| Wahlbeteiligung | 47,3          | 54,7         | 60,8           | 47,2        |
| CDU             | 24,7          | 26,7         | 36,9           | 26,0        |
| Die Linke       | 13,9          | 20,8         | 18,2           | 18,1        |
| SPD             | 31,5          | 19,5         | 16,9           | 18,2        |
| Grüne           | 14,4          | 16,9         | 12,4           | 17,3        |
| FDP             | 5,8           | 10,0         | 3,3            | 9,4         |